# Peces intercanviables
Les peces intercanviables formen part d'un concepte bàsic que consisteix en crear peces idèntiques o gairebé idèntiques per a utilitzar-les en una producció en cadena. Aquestes peces es poden muntar fent un conjunt per formar un producte final acabat. Per exemple, cotxes, ordinadors, mobiliari, pràcticament tots els productes que es fan servir avui dia, estan fets amb peces intercanviables. Aquestes peces estan fetes amb màquines de precisió perquè així cada part pugui muntar-se en qualsevol producte que la utilitzi. Des que es va implantar aquest sistema ja no cal fer cada peça a mà una a una, unificant les peces s'empren menys treballadors. Això baixa el cost del producte. l'ús de peces intercanviables també permet reparar els productes substituint una peça trencada amb una peça nova idèntica. Eli Whitney va ser el primer als EUA en utilitzar peces intercanviables en la fabricació d'armes de foc.

## Història
Diversos inventors han tingut la idea de peces intercanviables. Però la seva versió de la idea va sorgir al voltant de peces que tenien unes grans toleràncies o s'utilitzava només per a peces molt senzilles. El 1720 un inventor suec anomenat Christopher Polhem va utilitzar peces intercanviables per muntar rellotges al seu taller. Però la idea no va ser utilitzada fora de les seves instal·lacions.
Amitjans del segle xviii, l'armer francès Honoré Blanc va desenvolupar el concepte de peces intercanviables per als mosquets. Blanc va intentar interessar altres armers europeus, però no van quedar impressionats per la idea. Però sí que va interessar a l'Ambaixador americà a França, Thomas Jefferson. Jefferson va veure a l'instant que la producció en cadena de peces d'armes alliberaria Amèrica de dependència de les fonts europees de peces. No aconseguí que Blanc anés als Estats Units però va poder convèncer el President George Washington de que era una bona idea. Van venir uns temps crítics quan el congrés preparava una guerra amb França. el 1798 i Eli Whitney va aconseguir un primer contracte de 10,000 mosquets per a ser lliurats al llarg de dos anys. Whitney va utilitzar un equip gran de treballadors no especialitzats i maquinària per produir peces idèntiques estandarditzades a un baix cost. El que va fabricar va ser el primer mosquet d'ànima llisa produït en els Estats Units, el Musket Springfield Model 1795. La idea de Whitney d'utilitzar màquines per crear les peces intercanviables va iniciar el que s'ha conegut com el "sistema americà" de producció en cadena.

## Producció en cadena
El concepte de producció en cadena depén de l'ús de peces intercanviables. Un dels inventors més famosos en utilitzar peces intercanviables, la producció en cadena i una línia de muntatge fou Henry Ford. A diferència d'altres cotxes del seu temps, el Ford Model T va utilitzar les mateixes peces idèntiques en cada vehicle. Les peces van ser creades en quantitats grans i repartides a la seva planta de muntatge on els treballadors construïen els cotxes en una línia de muntatge. Això va permetre a Ford produir un vehicle de qualitat a punt de lliurament en només 93 minuts. Ford va pujar els sous dels treballadors el 1914 a 5$ per dia. Això era un sou excel·lent aquell temps, fins al punt que va permetre a molts dels seus treballadors comprar-se el seu propi Model T. Aquell mateix any Ford va produir més cotxes que tots altres fabricants de cotxes junts. El seu model menys car de 1914, el Runabout, es va vendre per 440$. El 1925 va ser capaç de vendre un Model T per tan sols 260$.